# 방문판매 등에 관한 법률
방문판매 등에 관한 법률(訪問販賣－等－關－法律)은 방문판매, 다단계판매, 통신판매에 의한 상품의 판매 및 용역의 제공에 관한 거래를 공정하게 하여 상품의 유통 및 용역의 제공을 원활히 하며 소비자 등의 이익을 보호함으로써 국민경제의 건전한 발전에 이바지함을 목적으로 한다. 방문판매 등에 관한 법률은 1995년 12월 29일 법률 제5086호로 전문 개정되었으며, 총칙, 방문판매, 통신판매, 다단계판매, 보칙, 벌칙 등 총 64조와 부칙으로 되어 있다. 방문판매는 상품의 판매업자나 용역을 유상으로 제공하는 것을 직업으로 하는 자(용역업자)가 방문 등의 방법으로 그의 영업소·대리점 기타 산업자원부령이 정하는 영업장소(사업장)외의 장소에서 소비자에게 권유하여 계약의 청약을 받거나, 또는 계약을 체결하여 상품을 판매하거나 용역을 제공하는 것을 말한다(방문판매 등에 관한 법률 제2조).